# اچ‌ام‌سی‌اس هیورن (جی۲۴)
اچ‌ام‌سی‌اس هیورن (جی۲۴) (به انگلیسی: HMCS Huron (G24)) یک کشتی بود که طول آن ۱۱۴٫۹ متر (۳۷۷ فوت ۰ اینچ) بود. این کشتی در سال ۱۹۴۲ ساخته شد.